# Elisabeth Altmann
Elisabeth Altmann, geb. Walenciak (* 12. Oktober 1943 in Immenstadt) ist eine deutsche Politikerin (Grüne).

## Beruflicher Werdegang
Sie studierte 1965 bis 1968 an der Universität Erlangen-Nürnberg auf Lehramt und war danach bis 1994 als Lehrerin tätig. Im Jahr 2003 wurde sie an der Universität Bremen mit einer Arbeit über die Auswärtige Kulturpolitik Deutschlands promoviert. Sie absolvierte Fortbildungen unter anderem als Heilpraktiker Psychotherapie sowie NLP und ist betreibt seit 2007 in Nürnberg eine Gemeinschaftspraxis für psychologische Beratung.

## Politik
Elisabeth Altmann wurde 1982 Mitglied der Grünen; 1984 bis 1990 war sie Kreisrätin im Landkreis Nürnberger Land, 1992 bis 1994 Bezirksvorsitzende von Bündnis 90/Die Grünen in Mittelfranken.
Sie war vom 10. November 1994 bis 26. Oktober 1998 (eine Wahlperiode) Mitglied des Deutschen Bundestages. Sie wurde über die Landesliste der Partei Bündnis 90/Die Grünen (Grüne) in Bayern gewählt. Bei der Bundestagswahl 2005 kandidierte sie für die Linkspartei.PDS im Wahlkreis Roth. Seit Dezember 2007 ist sie wieder Mitglied bei Bündnis 90/Die Grünen.